# Logania
Logania is een geslacht van vlinders van de familie Lycaenidae.

## Soorten
- L. damis Fruhstorfer, 1914
- L. distanti Semper, 1889
- L. donussa Fruhstorfer, 1915
- L. drucei Moulton, 1911
- L. evora Fruhstorfer, 1917
- L. hampsoni Fruhstorfer, 1915
- L. hilaeira Fruhstorfer, 1914
- L. luca de Nicéville, 1895
- L. malayica Distant, 1884
- L. marmorata Moore, 1884
- L. masana Fruhstorfer, 1917
- L. massalia Doherty, 1891
- L. mecki (Rothschild, 1915)
- L. meeki (Rothschild, 1915)
- L. nasana Fruhstorfer
- L. nehalemia Fruhstorfer, 1915
- L. obscura Distant, 1887
- L. opsines Fruhstorfer
- L. palawana Fruhstorfer, 1914
- L. sora Fruhstorfer, 1915
- L. sriwa Distant, 1886
- L. staudingeri Druce, 1895
- L. stenosa Fruhstorfer, 1915
- L. subfasciata Tytler, 1915
- L. turdeta Fruhstorfer, 1917
- L. watsoni de Nicéville, 1898